# Erste Liga 2011-2012
La Erste Liga 2011-2012 (ufficialmente "Heute für Morgen" Erste Liga) è la 38ª edizione del campionato di calcio austriaco di seconda divisione. La stagione è iniziata il 12 luglio 2011 ed è terminata il 18 maggio 2012; la pausa invernale si è tenuta dal 19 dicembre 2011 al 10 febbraio 2012. L'Admira Wacker Mödling è la squadra campione in carica e promossa in Bundesliga, il LASK Linz la retrocessa dalla Bundesliga, il Blau-Weiß Linz la neopromossa dalla Regionalliga.
Il WAC-St. Andrä ottiene la promozione in Bundesliga per la prima volta nella sua storia, per contro il Hartberg avrebbe dovuto retrocedere in Regionalliga, dopo tre campionati consecutivi in Erste Liga, ma la mancata concessione della licenza professionistica al LASK Linz, con ricorso respinto definitivamente il 29 maggio 2012, permette ai tirolesi di disputare lo spareggio contro il Grazer AK, vincitore della Regionalliga Mitte. In conseguenza di ciò il Lustenau 07 ottiene la permanenza in Erste Liga senza dover disputare lo spareggio.
Dopo gli spareggi l'Horn viene promosso per la prima volta nella sua storia in Erste Liga; l'Hartberg ottiene la permanenza nella categoria dopo un successo contro il Grazer AK nella partita di ritorno, interrotta al 76' per intemperanze dei tifosi ospiti sul punteggio di 3-0 per i padroni di casa.

## Regolamento
Le squadre si affrontano in un doppio girone di andata e ritorno, per un totale di 36 giornate.
La squadra campione verrà promossa in Bundesliga per la stagione 2012-2013
La penultima classificata disputerà gli spareggi con le vincitrici dei tre gruppi di Regionalliga. L'ultima classificata retrocede direttamente in Regionalliga.

## Squadre partecipanti
| Club             | Città                   | Stadio          | Stagione 2010-2011                                 |
| ---------------- | ----------------------- | --------------- | -------------------------------------------------- |
| Altach           | Altach                  | Schnabelholz    | 2º posto in Erste Liga                             |
| Austria Lustenau | Lustenau                | Reichshof       | 3º posto in Erste Liga                             |
| Blau-Weiß Linz   | Linz                    | Linzer          | 2º posto in Regionalliga Mitte vincitore spareggio |
| First Vienna     | Vienna                  | Hohe Warte      | 9º posto in Erste Liga vincitore spareggio         |
| Grödig           | Grödig                  | Untersberg      | 6º posto in Erste Liga                             |
| Hartberg         | Hartberg                | Hartberg        | 8º posto in Erste Liga                             |
| LASK             | Linz                    | Linzer          | 10º posto in Bundesliga                            |
| Lustenau 07      | Lustenau                | Reichshof       | 7º posto in Erste Liga                             |
| St. Pölten       | Sankt Pölten            | Voithplatz      | 5º posto in Erste Liga                             |
| WAC-St. Andrä    | Wolfsberg e Sankt Andrä | Lavanttal Arena | 4º posto in Erste Liga                             |

## Classifica
|  |     | Classifica 2011-2012 | Pti | G  | V  | N  | P  | GF | GS | DR   |
|  | --- | -------------------- | --- | -- | -- | -- | -- | -- | -- | ---- |
|  | 1.  | WAC-St. Andrä        | 68  | 36 | 19 | 11 | 6  | 71 | 49 | + 22 |
|  | 2.  | Altach               | 62  | 36 | 18 | 8  | 10 | 62 | 39 | + 23 |
|  | 3.  | LASK                 | 61  | 36 | 16 | 13 | 7  | 55 | 40 | + 15 |
|  | 4.  | Austria Lustenau     | 58  | 36 | 16 | 10 | 10 | 59 | 47 | + 12 |
|  | 5.  | St. Pölten           | 51  | 36 | 14 | 9  | 13 | 45 | 45 | 0    |
|  | 6.  | Blau-Weiß Linz       | 49  | 36 | 13 | 10 | 13 | 49 | 52 | - 3  |
|  | 7.  | Grödig               | 42  | 36 | 11 | 9  | 16 | 49 | 52 | - 6  |
|  | 8.  | First Vienna         | 37  | 36 | 9  | 10 | 17 | 44 | 56 | - 12 |
|  | 9.  | Lustenau 07          | 37  | 36 | 9  | 10 | 17 | 44 | 56 | - 15 |
|  | 10. | Hartberg             | 27  | 36 | 7  | 6  | 23 | 38 | 74 | - 36 |

## Verdetti
- WAC-St. Andrä promosso in Bundesliga 2012-2013.
- LASK retrocesso in Regionalliga 2012-2013[5].
- Hartberg agli spareggi promozione/retrocessione.

## Spareggi promozione/retrocessione

### Spareggio Erste Liga/Regionalliga Mitte
|           | Risultati |           | Luogo e data            |  |
| --------- | --------- | --------- | ----------------------- |  |
| Grazer AK | 0 - 0     | Hartberg  | Graz, 5 giugno 2012     |  |
| Hartberg  | 3 - 0     | Grazer AK | Hartberg, 8 giugno 2012 |  |

### Spareggio Regionalliga Ost/Regionalliga West
|                     | Risultati |                     | Luogo e data           |  |
| ------------------- | --------- | ------------------- | ---------------------- |  |
| WSG Swarovski Tirol | 1 - 5     | Horn                | Wattens, 4 giugno 2012 |  |
| Horn                | 4 - 0     | WSG Swarovski Tirol | Horn, 8 giugno 2012    |  |

## Classifica marcatori
| Gol |  |  | Giocatore       | Squadra          |
| --- |  |  | --------------- | ---------------- |
| 19  |  |  | David Poljanec  | Blau-Weiß Linz   |
| 18  |  |  | Christian Falk  | WAC-St. Andrä    |
| 17  |  |  | Daniel Segovia  | St. Pölten       |
| 14  |  |  | Tomi Correa     | Altach           |
| 14  |  |  | Jacobo          | WAC-St. Andrä    |
| 14  |  |  | Johannes Aigner | LASK             |
| 13  |  |  | Patrick Seeger  | Altach           |
| 11  |  |  | Diego Viana     | Grödig           |
| 11  |  |  | Pierre Boya     | Austria Lustenau |